# Symeon (Minihofer)
Symeon, imię świeckie Richard Helmut Clemens Kyrillus Minihofer – biskup prawosławny, były duchowny niekanonicznego Czarnogórskiego Kościoła Prawosławnego, od 2009 do 2023 biskup kotorski.

## Życiorys
Pochodzi z Austrii. Sakrę biskupią otrzymał 15 października 1978 w tzw. Amerykańskim Ortodoksyjnym Kościele Katolickim, którego patriarchą był od tegoż roku. W 1985 przeszedł w jurysdykcję starostylnego greckiego Synodu Oporu, gdzie mianowany został tytularnym biskupem Lampsakes z imieniem Symeon. Tam też 10 grudnia 1986 (według starego stylu 28 listopada) dostąpił prawosławnej chirotonii biskupiej. W późniejszym czasie jeszcze raz zmienił przynależność i wstąpił do Czarnogórskiego Kościoła Prawosławnego. 30 października 2009 Synod Cerkwi czarnogórskiej ogłosił go biskupem kotorskim.
W związku z pozostawaniem w schizmie, od 2023 roku nie pełni już funkcji duchownego w Czarnogórskim Kościele Prawosławnym.